# Las tribulaciones de un chino en China
Las tribulaciones de un chino en China (en francés, Les tribulations d’un chinois en Chine) es una novela del escritor francés Julio Verne aparecida de manera seriada en Le Temps entre el 2 de julio y el 7 de agosto de 1879, y publicada en forma de libro el 11 de agosto de 1879.

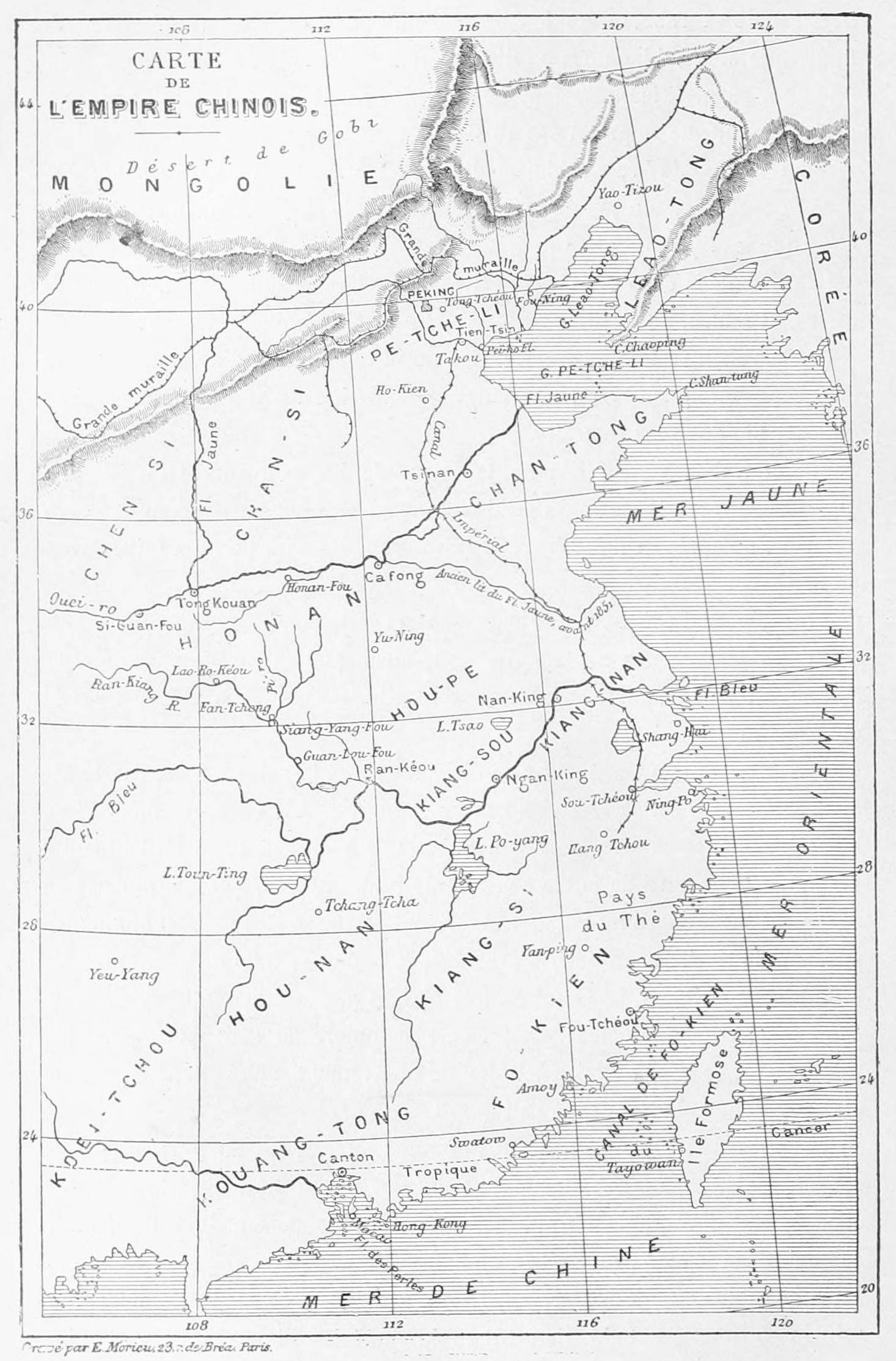
Mapa.

## Argumento
Kin-Fo vive en Shanghái y es acusado por su buen amigo Wang de no haber tenido disgustos en su vida como para llegar a apreciar lo que es la verdadera felicidad. Cuando Kin-Fo recibe la noticia de que su fortuna está perdida, dispone la apertura de una póliza para asegurar su vida, la cual sería cobrada si él muriera, aún en caso de suicidio. Kin-Fo planea su propia muerte, que no puede llevar a feliz término, por tanto contrata a su amigo Wang para hacerlo. El amigo desaparece y Kin-Fo comienza a sentirse más disgustado, sobre todo cuando le informan que su fortuna puede ser salvada. Entonces comienza a viajar por toda China, esperando evitar ser asesinado antes de que el contrato expire.

## Capítulos
- I Donde se van conociendo poco a poco la fisonomía y la patria de los personajes.

- II En el cual se presentan de un modo más claro los caracteres de Kin-Fo y del filósofo Wang.

- III Donde el lector, sin cansarse, podrá dirigir una ojeada a la ciudad de Shanghái.

- IV En el cual Kin-Fo recibe una carta importante que tiene ya ocho días de retraso.

- V En el cual Le-u recibe una carta que hubiera preferido no recibir.

- VI El cual dará quizá al lector gana de hacer una visita a las oficinas de la “Centenaria”.

- VII Que sería muy triste si no tratara de usos y costumbres particulares del Celeste Imperio.

- VIII Donde Kin-Fo hace a Wang una proposición seria, y Wang la acepta no menos seriamente.

- IX Cuya conclusión, por singular que sea, no sorprenderá quizá al lector.

- X En el cual Craig y Fry son presentados oficialmente al nuevo cliente de la “Centenaria”.

- XI En el cual se ve a Kin-Fo convertido en el hombre más célebre del Celeste Imperio.

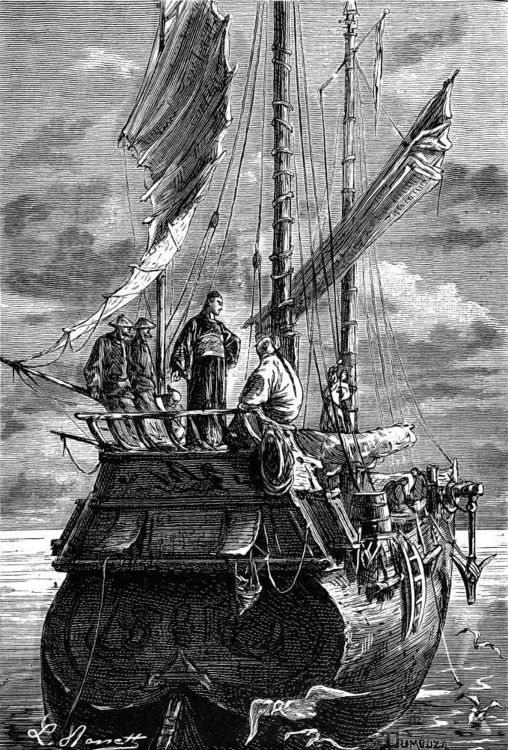
A bordo de la nave Sam-Yep.

- XII En el cual Kin-Fo con sus dos acólitos y su criado se van por esos mundos.

- XIII En el cual se oye el célebre romance de las cinco vísperas del centenario.

- XIV Donde el lector podrá, sin fatigarse, recorrer cuatro ciudades en una sola.

- XV El cual reserva ciertamente una sorpresa a Kin-Fo y quizá al lector.

- XVI En el cual Kin-Fo, todavía soltero, comienza a correr de nuevo a toda prisa.

- XVII En el cual se compromete de nuevo el valor mercantil de Kin-Fo.

- XVIII En el cual Craig y Fry, impulsados por la curiosidad, visitan la bodega del Sam-Yep.

- XIX Que no concluye bien para el capitán Yin, comandante del Sam-Yep, ni para su tripulación.

- XX Donde se verá a lo que se exponen los que emplean los aparatos Boyton.

- XXI En el cual Craig y Fry ven con gran satisfacción salir la luna.

- XXII Que hubiera podido ser escrito por el mismo lector, tal es la manera inesperada con que concluye.

## Adaptaciones cinematográficas
- 1931: El hombre que busca su asesino (Der Mann der seinen Mörder sucht). U.F.A. Alemania.[2][3][4]
  - Guion: Curt Siodmak, Billy Wilder, Ernst Neubach, Ludwig Hirschfeld
  - Fotografía: Otto Baecker.
  - Dir.: Robert Siodmak.
  - Int.: Heinz Rühmann, Lien Deyers, Raimund Janitschek, Hans Leibelt, Hermann Speelmans, Friedrich Hollaender (Friedrich Holländer), Gerhard Bienert, Franz Fiedler, Eberhard Mack, Erik Schuetz, Roland Varno, Wolfgang von Waltershausen.
  - Música: Franz Waxman, Frederick Hollaender (Friedrich Holländer).

- 1965: Las tribulaciones de un chino en China (Les tribulations d'un chinois en Chine). Les Films Ariane. Coproducción entre Francia e Italia.[2][5][6]
  - Guion: Daniel Boulanger.
  - Fotografía: Edmond Séchan.
  - Dir.: Philippe de Broca.
  - Int.: Jean Paul Belmondo, Ursula Andress, Maria Pacôme, Valérie Lagrange, Valériy Inkízhinov (Валерий Инкижинов), Joe Saïd, Mario David, Paul Préboist, Jess Hahn, Jean Rochefort, Darry Cowl.
  - Música: George Delerue.